# Rivière-Pentecôte
Rivière-Pentecôte, également appelé Pentecôte, est un village du Québec situé sur la Côte-Nord. Cette ancienne municipalité fait partie de Port-Cartier depuis la fusion du 13 février 2003. Rivière-Pentecôte est à dix kilomètres au nord de Pointe-aux-Anglais.

## Toponyme
Le nom de Rivière-Pentecôte provient de la rivière Pentecôte dont le village est situé près de l'embouchure. Il porterait ce nom du fait que Jacques Cartier a passé devant cette rivière le jour de la Pentecôte 1535. Les Innus connaissent l'endroit sous le nom de Mistecapiu, qui signifie « rocher abrupt », ce qui a tôt fait de rapprocher les deux toponymes, ce qui fait que l'on a longtemps pensé que l'un était la traduction de l'autre.
Louis Jolliet la désigna en 1685 dans un document « Rivière nommée la pannecoste » et une carte de Jean Deshayes de 1695 indique « Rivière de la Pentecoste ». Le cartographe Jacques-Nicolas Bellin dans un document de 1744 la signale comme « R. Michigabiou ou R. de la Pentecôte ; on l'appelle aussi R. Se. Marguerite ». 
Le bureau de poste, créé en 1884, porta le nom de Penticost River ; il fut renommé pour Rivière-Pentecôte en 1933.

## Histoire
À la fin du XIXe siècle, Rivière-Pentecôte fut l'un des plus importants centres industriels de la Côte-Nord. Ce fut aussi là que fut publié le premier journal de la région, L'Écho du Labrador, à partir de 1903. La municipalité de Rivière-Pentecôte fut cependant constituée seulement le 30 septembre 1972 à partir de territoire non-organisé. Elle fut fusionnée à Port-Cartier le 13 février 2003.

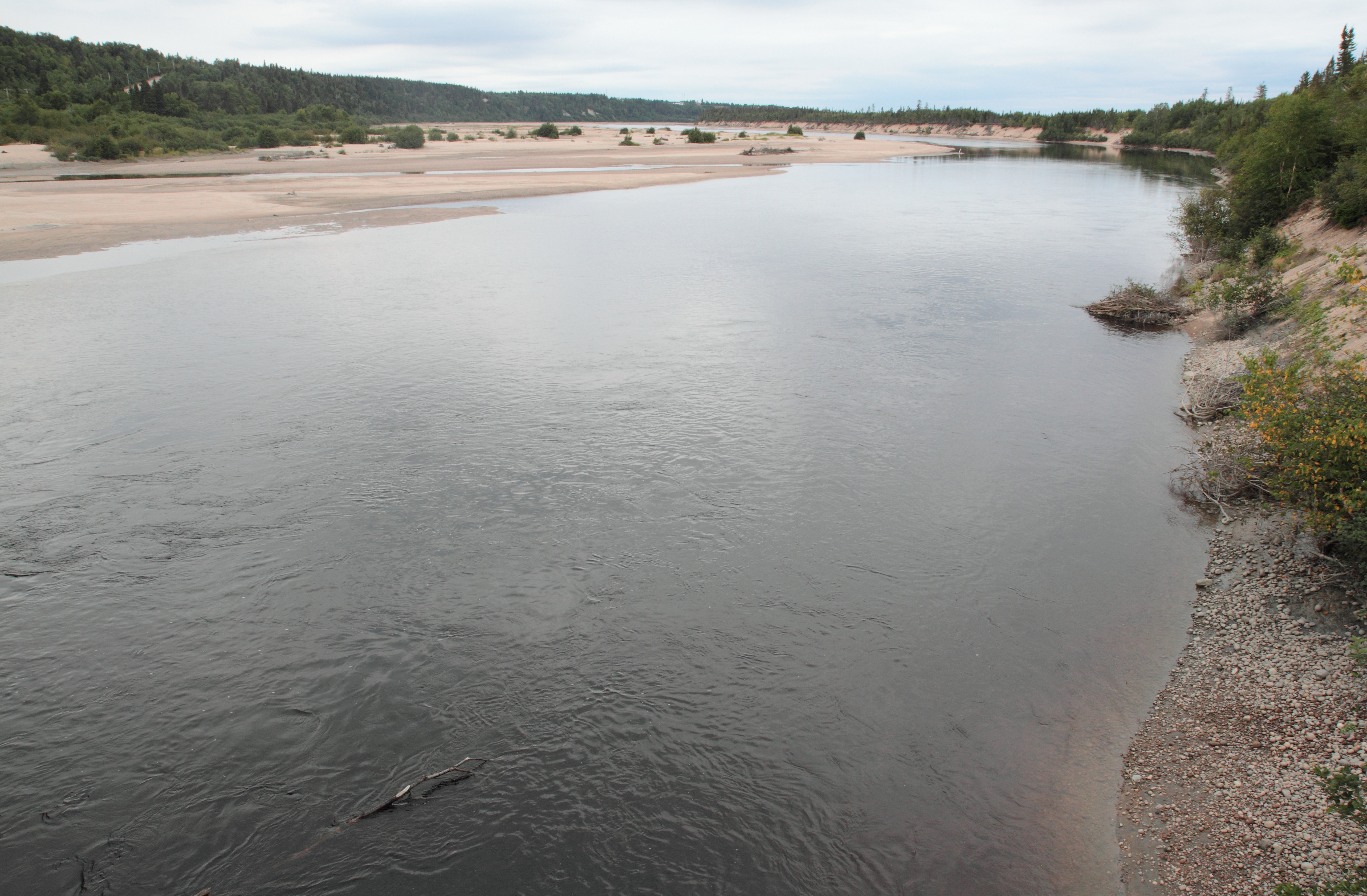
La rivière Pentecôte
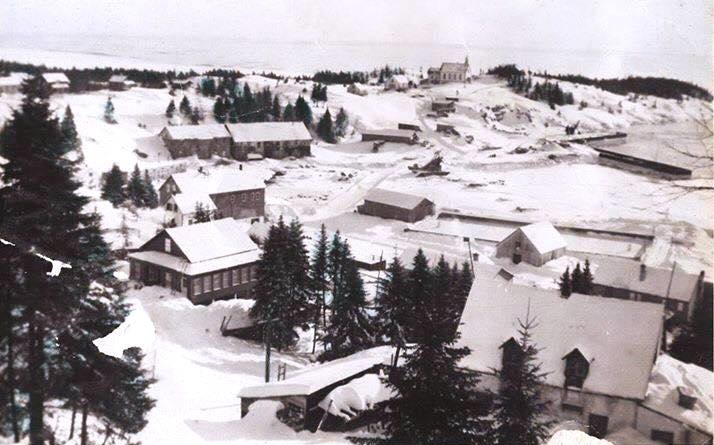
Le village au début du XXe siècle

## Église
L'église de Rivière-Pentecôte a été bâtie en 1887 en même temps que le presbytère, quatre ans après la fondation de la paroisse de Saint-Patrice-de-la-Rivière-Pentecôte. En 1897, une petite chapelle dédiée à Sainte Anne est construite. Le presbytère actuel date de 1904. De 1960 à 1966, l'église fait l'objet de réparations majeures.

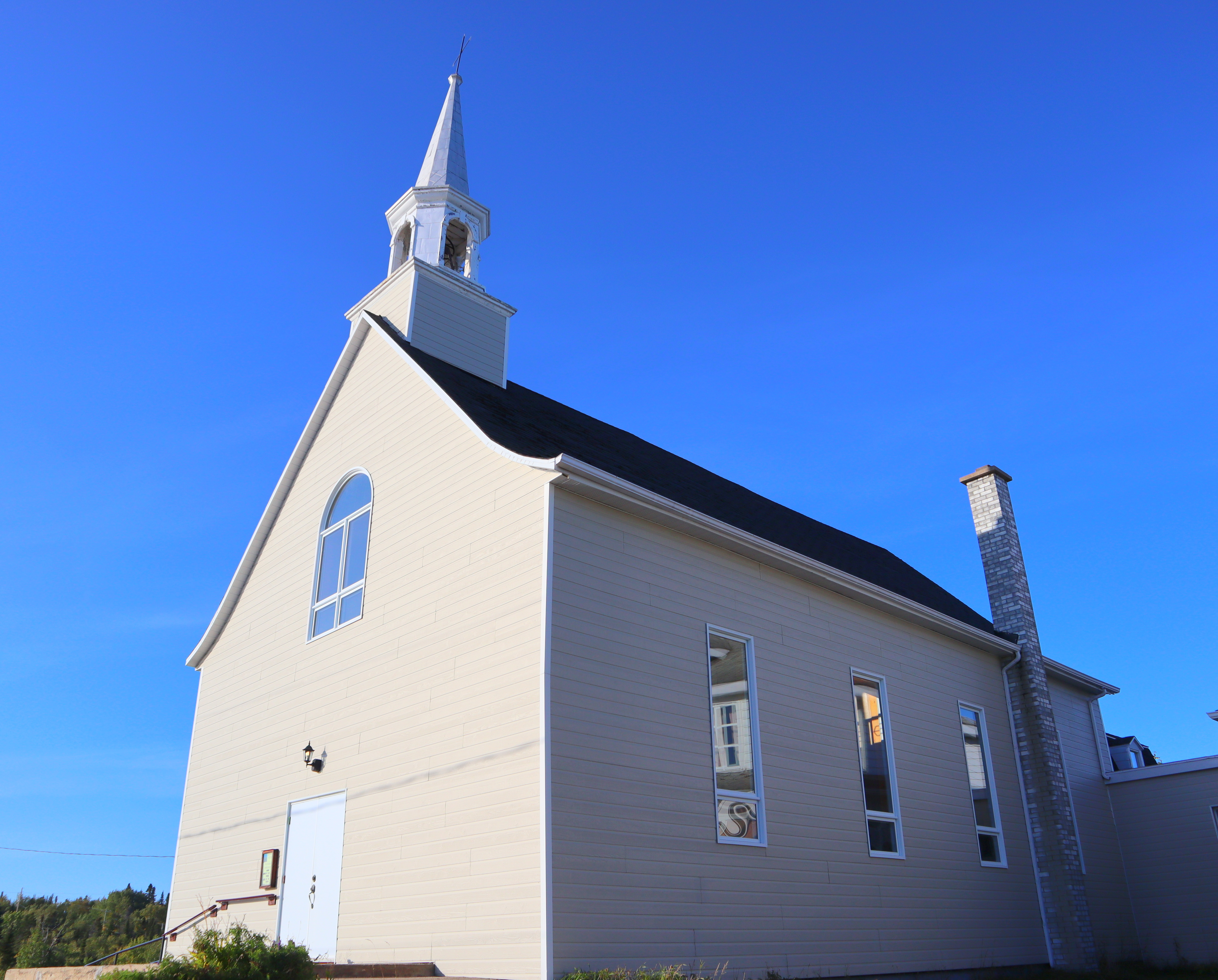
L'église Saint-Patrice
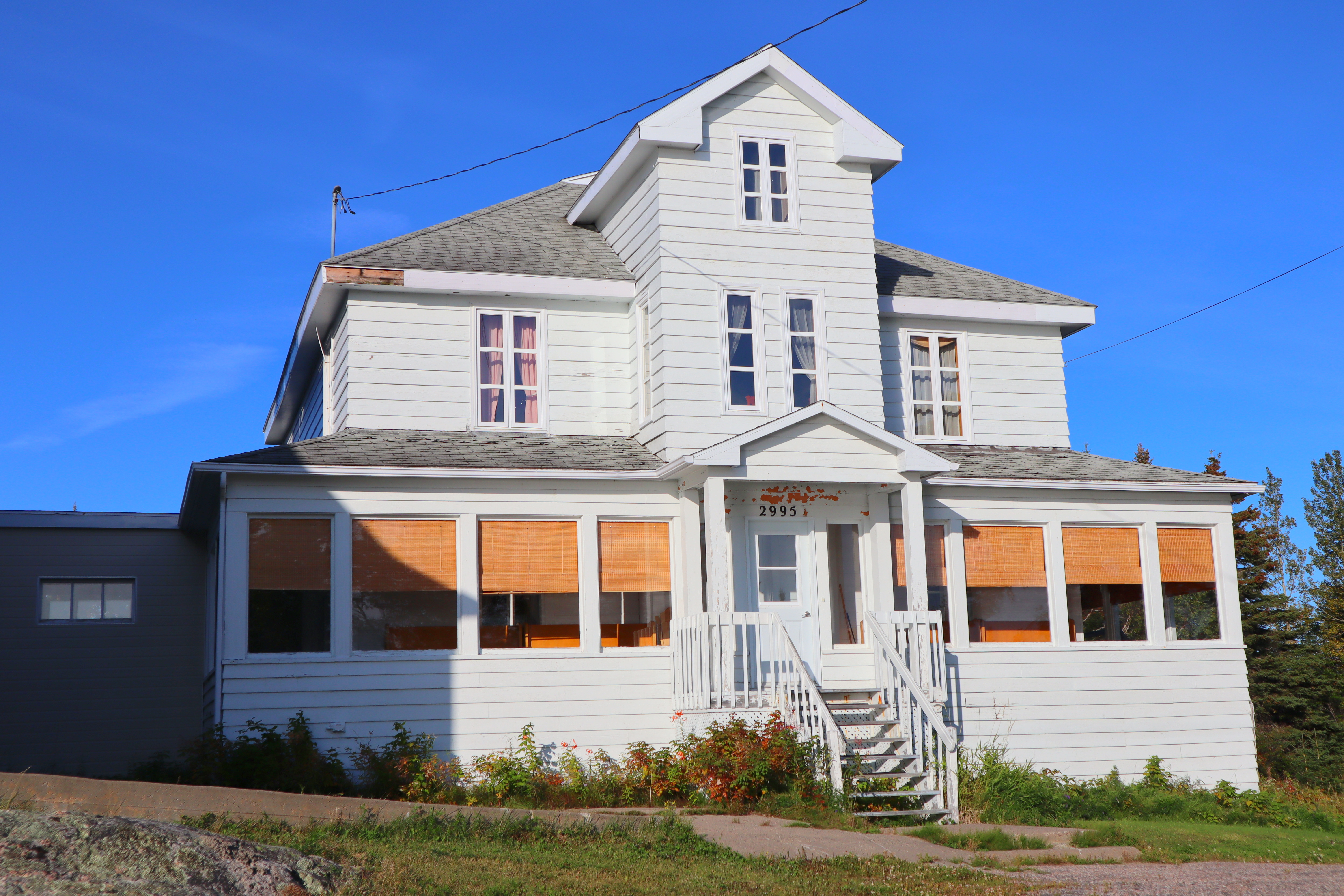
Le presbytère
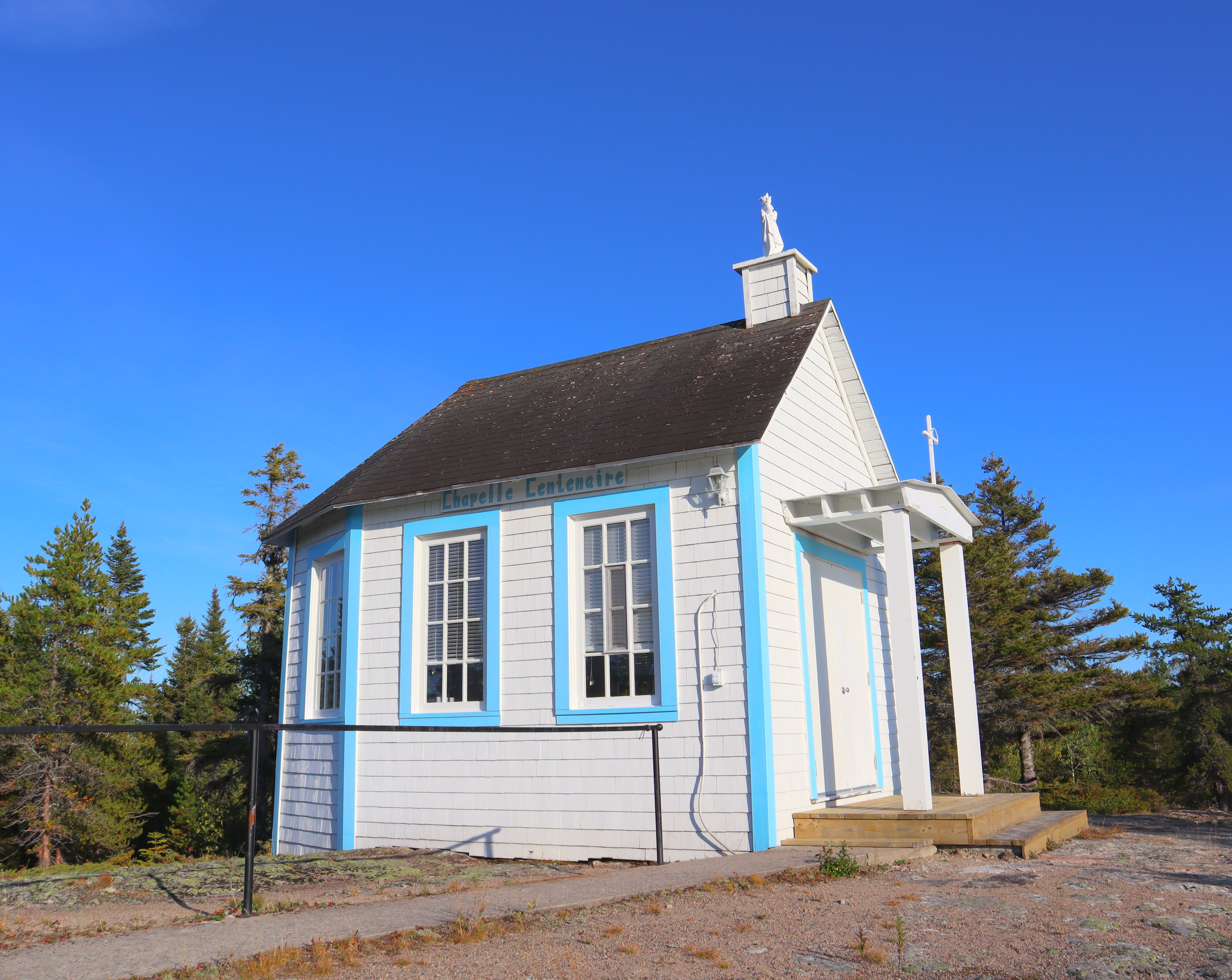
La chapelle Sainte-Anne
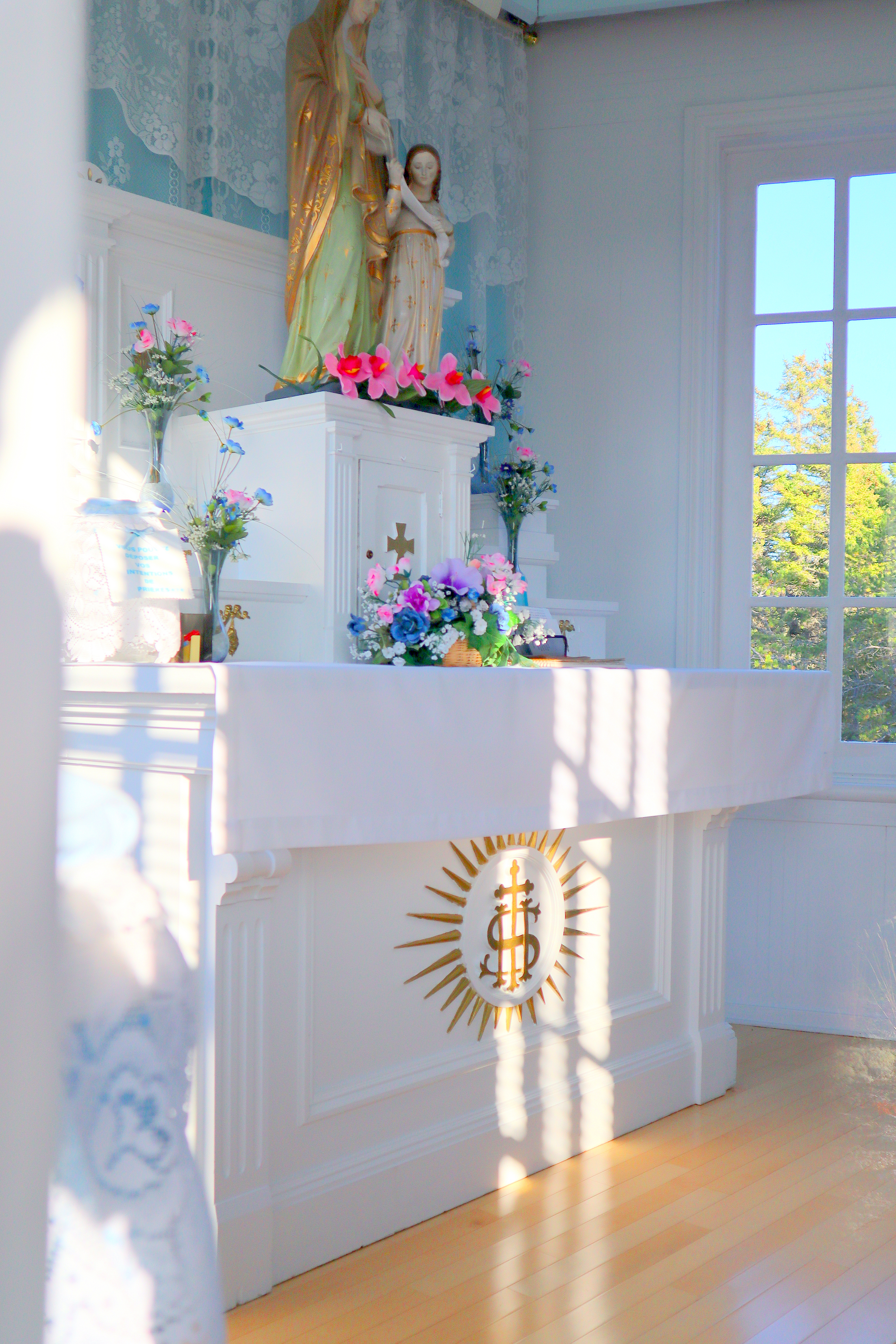
Intérieur de la chapelle
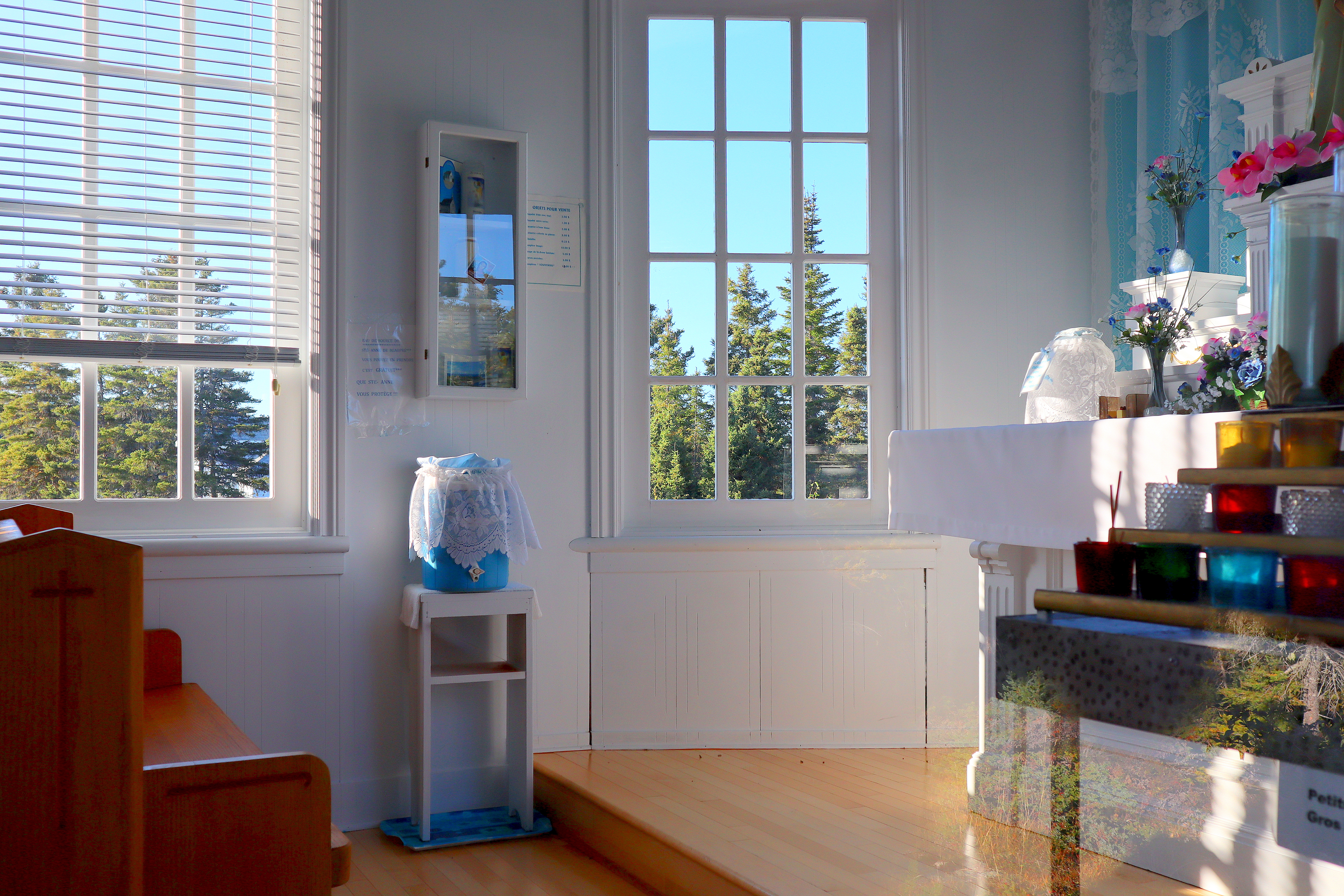
Intérieur de la chapelle